# Trombose da veia porta
Trombose da veia porta é uma obstrução da veia do mesmo nome, ocasionado por coágulos de sangue.
A obstrução pode ser causada pela cirrose ou por um cancro do fígado, do pâncreas ou do estômago. Pode ser causada por uma inflamação dos canais biliares (colangite), uma inflamação do pâncreas (pancreatite) ou um abcesso hepático. Nas crianças recém-nascidas, a trombose da veia porta pode ser causada por uma infecção do umbigo. A trombose da veia porta também pode aparecer nas mulheres grávidas, principalmente naquelas com eclampsia (uma perturbação caracterizada por um aumento da pressão arterial, proteínas na urina, retenção de líquidos, convulsões e, por vezes, coma).
A trombose da veia porta também pode acontecer por qualquer processo que faça com que o sangue volte e pare na veia porta, como acontece na síndrome de Budd-Chiari, uma insuficiência cardíaca crónica ou em uma pericardite constritiva crônica. Uma predisposição anormal do sangue a coagular-se pode também causar a trombose da veia porta. Geralmente não se consegue estabelecer a causa da trombose da veia porta.

## Sintomas e diagnóstico
A veia porta fornece três quartos da provisão total de sangue ao fígado. Uma obstrução parcial ou completa da veia pode danificar as células hepáticas, dependendo da lesão e da localização do coágulo, do seu tamanho e da rapidez com que se desenvolve a obstrução. Esta obstrução aumentará a pressão na veia porta e nas outras veias que desembocam nela. As veias do esôfago distendem-se e, muitas vezes, o primeiro sintoma de trombose da veia porta é o sangramento das veias varicosas no extremo inferior do esôfago (varizes esofágicas).
O sangramento causa tosse ou vômitos de sangue. Outro sintoma típico é o aumento de tamanho do baço nas crianças com esta afecção. O médico, através da apalpação, percebe um aumento de tamanho do baço, que é muito dolorido.
Em cerca de um terço dos pacientes com esta trombose a obstrução evolui lentamente, permitindo o desenvolvimento de outros canais sanguíneos (canais colaterais) em volta da obstrução. Às vezes, a veia porta volta a abrir-se, mas a hipertensão da veia porta pode persistir.
Se o paciente tiver uma pressão elevada na veia porta (hipertensão portal) e o exame microscópico de uma amostra de tecido hepático mostrar que as células estão normais, a trombose da veia porta é o diagnóstico. A ecografia ou uma tomografia axial computadorizada (TAC) podem mostrar a obstrução. O diagnóstico confirma-se mediante uma angiografia, uma técnica de raios X que cria imagens das veias depois de se ter injectado uma substância que causa opacidade na veia porta.

## Tratamento
Um dos meios de tratamento é procurar reduzir a pressão na veia porta para impedir os sangramento das veias varicosas do esôfago. O médico geralmente fecha em primeiro lugar as veias varicosas por meio da aplicação de ligaduras elásticas ou injectando nelas substâncias químicas através de um endoscópio. A cirurgia pode ser necessária para criar um desvio da veia porta para a veia cava e desviar a circulação do sangue do fígado, reduzindo assim a pressão na veia porta. Uma operação de desvio da veia porta para a veia cava aumenta o risco de uma encefalopatia hepática.